# Pol Appeltants
Léopold "Pol" Appeltants (Sint-Truiden, 30 maart 1922 - aldaar, 30 juni 2001) was een Belgisch voetballer die speelde als aanvaller. Hij speelde bijna heel zijn carrière voor Sint-Truiden en werd eenmaal geselecteerd als Rode Duivel. Kenmerkend waren zijn technische vaardigheid en zijn hard, gericht schot op doel. Zijn bijnaam was Kogelke, hij kreeg deze reeds als kind maar door zijn voetbalkwaliteiten kwam deze naam nog meer tot uiting.

## Carrière
Appeltants debuteerde in 1938 op 16-jarige leeftijd in de eerste ploeg van STVV dat in die tijd uitkwam in Bevordering en scoorde meteen in zijn allereerste match al na drie mnuten. In dat seizoen scoorde Kogelke 46 van de 93 doelpunten die STVV liet optekenen. Ook de daaropvolgende jaren nam Appeltants steevast een aanzienlijk aandeel van het hoge aantal doelpunten van de ploeg voor zijn rekening. In 1948 promoveerde STVV naar Tweede klasse. Kogelke had geen aanpassingsproblemen en voerde al dadelijk de topschutterslijst van Tweede klasse aan.In totaal werd hij zesmaal topschutter in de derde klasse waar hij is in één seizoen er 67 maakte en één keer topschutter in tweede (1950).In totaal tussen 1938 en 1957 speelde hij 453 competitiewedstrijden in tweede en derde klasse en scoorde 460 doelpunten.
Dit was ook nationaal voetbaltrainer Bill Gormlie niet ontgaan en daarom werd Appeltants, ondanks het feit dat hij in Tweede klasse speelde, in november 1948 geselecteerd voor de vriendschappelijke wedstrijd van de Rode Duivels tegen Nederland in het Bosuilstadion. Hij speelde de hele wedstrijd die op 1-1 eindigde. Het zou echter bij die ene match blijven. Van beroep was Appeltants adjudant bij het Belgische leger. Hij was gedurende ruim 15 jaar speler bij de nationale militaire voetbalploeg waar hij een vaste waarde was.
Appeltants werd in het seizoen 1949-1950 topschutter in Tweede Klasse met 23 doelpunten. In totaal speelde hij vanaf 1948 250 partijen in die afdeling en hij scoorde er in totaal 148 doelpunten. Op het einde van het seizoen 1956-1957 promoveerde STVV naar Eerste klasse maar Appeltants, wilde geen semi-prof meer worden en vroeg om te mogen vertrekken. Appeltants speelde tijdens zijn carrière bij Sint-Truiden, die bijna 20 jaar overspande, ruim 500 wedstrijden. Hij ging naar SC Hoegaarden dat in de provinciale afdeling uitkwam en werd er speler-trainer.In 1963-1964 was hij zelfs nog speler-trainer bij VK Zepperen.